# Награда Еми за најбољу главну глумицу у мини-серији или ТВ филму
Награда Еми за најбољу главну глумицу у мини-серији или ТВ филму једна је од награда Еми за ударне термине.

## Награђене и номиноване

### 2000-е
2000
- Хали Бери - Дороти Дендриџ
- Џуди Дејвис - A Cooler Climate
- Сали Филд - A Cooler Climate
- Холи Хантер - Харланов рат
- Џина Роуландс - The Color of Love: Jacey's Story

2001
- Џуди Дејвис - Ја и моје сенке: Живот са Џуди Гарланд
- Џуди Денч - The Last of the Blonde Bombshells
- Холи Хантер - Кад је Били упознала Бобија
- Хана Тејлор-Гордон - Anne Frank: The Whole Story
- Ема Томпсон - Wit

2002
- Лора Лини - Необуздана Ирис
- Анџела Басет - The Rosa Parks Story
- Блајт Данер - Судбина Малвенијевих
- Ванеса Редгрејв - Бура се спрема
- Џина Роуландс - Необуздана Ирис

2003
- Меги Смит - My House in Umbria
- Тора Берч - Homeless to Harvard: The Liz Murray Story
- Хелена Бонам Картер - Уживо из Багдада
- Џесика Ланг - Normal
- Хелен Мирен - The Roman Spring of Mrs. Stone

2004
- Мерил Стрип - Анђели у Америци
- Глен Клоус - Лав зими
- Џуди Дејвис - The Reagans
- Хелен Мирен - Prime Suspect 6: The Last Witness
- Ема Томпсон - Анђели у Америци

2005
- С. Ипејта Меркерсон - Lackawanna Blues
- Хали Бери - Њихове очи су гледале бога
- Блајт Данер - Некад кад смо били одрасли
- Синтија Никсон - Warm Springs
- Дебра Вингер - Нови почетак

2006
- Хелен Мирен - Елизабета
- Џилијан Андерсон - Суморна кућа
- Кети Бејтс - Ambulance Girl
- Анет Бенинг - Госпођа Харис
- Џуди Дејвис - Ситница звана убиство

2007
- Хелен Мирен - Prime Suspect: The Final Act
- Квин Латифа - Life Support
- Дебра Месинг - Све испочетка
- Мери-Луиз Паркер - The Robber Bride
- Џина Роуландс - Шта ако је бог сунце

2008
- Лора Лини - Џон Адамс
- Џуди Денч - Кранфорд
- Кетрин Кинер - An American Crime
- Филисија Рашад - Суво грожђе на сунцу
- Сузан Сарандон - Бернард и Дорис

2009
- Џесика Ланг - Сиви вртови
- Дру Баримор - Сиви вртови
- Ширли Маклејн - Коко Шанел
- Сигорни Вивер - Молитве за Бобија
- Чандра Вилсон - Accidental Friendship

### 2010-е
2010.
- Клер Дејнс - Темпл Грендин
- Џоун Ален - Џорџија О'Киф
- Хоуп Дејвис - Посебна веза
- Џуди Денч - Повратак у Кренфорд
- Меги Смит - Прогањање Мери

2011.
- Кејт Винслет - Милдред Пирс
- Тараџеј П. Хенсон - Отет: Прича о Тифани Рубин
- Дајана Лејн - Синема верите
- Џин Марш - Горе доле
- Елизабет Макгаверн - Даунтонска опатија

2012.
- Џулијана Мур - Промена игре
- Кони Бритон - Америчка хорор прича: Кућа убиства
- Ешли Џад - Нестанак
- Никол Кидман - Хемингвеј и Гелхорн
- Ема Томпсон - Песма за ручак

2013.
- Лора Лини - На слово, на слово Р
- Џесика Ланг - Америчка хорор прича: Лудница
- Хелен Мирен - Фил Спектор
- Елизабет Мос - Површина језера
- Сигорни Вивер - Политичке животиње

2014.
- Џесика Ланг - Америчка хорор прича: Вештичје коло
- Хелена Бонам Картер - Бартон и Тејлор
- Мини Драјвер - Повратак на нулу
- Сара Полсон - Америчка хорор прича: Вештичје коло
- Сисели Тајсон - Пут за Баунтифул
- Кристен Виг - Пљачка Вавилона

2015.
- Франсес Макдорманд - Олив Китериџ
- Фелисити Хафман - Амерички злочин
- Џесика Ланг - Америчка хорор прича: Циркус наказа
- Квин Латифа - Беси
- Ема Томпсон - Свини Тод: Паклени берберин из улице Флит (Уживо из Линколн центра)
- Меги Џиленхол - Часна жена

2016.
- Сара Полсон - Народ против О. Џеја Симпсона: Америчка крими прича
- Кирстен Данст - Фарго
- Фелисити Хафман - Амерички злочин
- Одра Макдоналд - Лејди Деј у бару Емерсон
- Лили Тејлор - Амерички злочин
- Кери Вошингтон - Кандидатура

2017.
- Никол Кидман - Невине лажи
- Кари Кун - Фарго
- Фелисити Хафман - Амерички злочин
- Џесика Ланг - Завада: Бети и Џоун
- Сузан Сарандон - Завада: Бети и Џоун
- Рис Видерспун - Невине лажи

2018.
- Реџина Кинг - Седам секунди
- Џесика Бил - Грешник
- Лора Дерн - Прича
- Мишел Докери - Godless
- Иди Фалко - Ред и закон: Истинити злочин
- Сара Полсон - Америчка хорор прича: Култ

2019.
- Мишел Вилијамс - Фоси/Вердон
- Ејми Адамс - Оштри објекти
- Патриша Аркет - Бекство из Данеморе
- Анџану Елис - Кад нас виде
- Џои Кинг - Представа
- Ниси Неш - Кад нас виде

### 2020-е
2020.
- Реџина Кинг - Надзирачи
- Кејт Бланчет - Госпођа Америка
- Шира Хас - Неортодоксна
- Октејвија Спенсер - Self Made
- Кери Вошингтон - Little Fires Everywhere

2021.
- Кејт Винслет - Мер из Истауна
- Микејла Коул - Могу да те уништим
- Синтија Ериво - Геније: Арета
- Елизабет Олсен - ВандаВизија
- Анја Тејлор Џој - Дамин гамбит

2022.
- Аманда Сајфред - Одустајање
- Тони Колет - Степениште
- Џулија Гарнер - Inventing Anna
- Лили Џејмс - Пам и Томи
- Сара Полсон - Импичмент: Америчка крими прича
- Маргарет Кволи - Слушкиња

2023.
- Али Вонг - Beef
- Лизи Каплан - Fleishman Is in Trouble
- Џесика Частејн - Џорџ и Тами
- Доминик Фишбек - Swarm
- Кетрин Хан - Tiny Beautiful Things
- Рајли Кио - Daisy Jones & the Six